# Jalal Mammadov
Jalal Jabbar oglu Mammadov (en azerí: Cəlal Cabbar oğlu Məmmədov; Ereván, 9 de diciembre de 1918 - Bakú, 4 de febrero de 1983) fue un estadista azerbaiyano, escritor, traductor, redactor jefe de la revista "Azerbaiyán" (1966-1975), Secretario de la Unión de Escritores Soviéticos y de la República Socialista Soviética de Azerbaiyán.

## Biografía
Jalal Mammadov nació el 9 de diciembre de 1918 en la ciudad de Ereván. Su padre, Mirza Jabbar Mammadzade, fue un educador azerbaiyano, pedagogo y diputado de primera convocatoria del Parlamento de la República Democrática de Armenia.
Se graduó de la Facultad de Derecho de la Universidad Estatal de Bakú. Trabajó como editor del departamento de ficción de Azernashr, editor jefe de la Editorial Pedagógica y Didáctica de Azerbaiyán, vicepresidente del Comité Estatal de Radiodifusión y Televisión y editor adjunto del periódico "Comunista". En 1966 fue nombrado redactor jefe de la revista "Azerbaiyán" y desde 1975 hasta el final de su vida trabajó como Primer Vicepresidente del Comité Estatal de Edición, Impresión y Comercio de Libros de la República Socialista Soviética de Azerbaiyán.
Jalal Mammadov falleció el 4 de febrero de 1983 en la ciudad de Bakú y fue enterrado en el Segundo Callejón de Honor.